# La Barca (Jalisco)
La Barca è un comune del Messico, situato nello stato di Jalisco.